# 普法尔韦尔芬
普法尔韦尔芬是奥地利萨尔茨堡州蓬高地区圣约翰县的一个市镇。总面积38.2平方公里，总人口2147人，人口密度56.2人/平方公里（2001年）。